# امیل کلنبرگر
امیل کلنبرگر (فرانسوی: Emil Kellenberger‎؛ ۳ آوریل ۱۸۶۴ – ۲۰ نوامبر ۱۹۴۳) تیرانداز اهل سوئیس بود.